# Metal Massacre
Metal Massacre est une collection de compilations de heavy metal.
Brian Slagel, fan des petits groupes de heavy metal de Los Angeles qui ne sont pas signés par les majors, décide de créer sa propre société de production. Après ses études universitaires il travaille à ce projet sous le label "Oz records" et par la création du fanzine Metal Blade. Il demande à ses amis chez différents distributeurs s'ils seraient intéressés par une compilation des meilleurs groupes non signés du moment, ils le sont, la compilation Metal Massacre sort donc, en 1982.
Metallica (Hit the Lights), Ratt et Black 'n Blue sont les premiers groupes à figurer sur cette collection de compilations qui devint culte. Des groupes tels que Slayer, Voivod, Fates Warning, Metal Church, Flotsam and Jetsam, The Obsessed, Dark Angel et Sacred Reich sont parmi ceux qui se font mieux connaître grâce à Metal Massacre.
Sans ce dernier et Brian Slagel, beaucoup de groupes de metal ne seraient pas ce qu'ils sont depuis.

## Metal Massacre– 1982

### Première édition
1. Cold Day in Hell - Steeler (4:17)
2. Live for the Whip - Bitch (5:19)
3. Captive of Light - Malice (3:21)
4. Tell The World - Ratt (3:16)
5. Octave (instrumental) - Avatar (3:48)
6. Death of the Sun - Cirith Ungol (3:56)
7. Dead of the Night - Demon Flight (2:35)
8. Fighting Backwards - Pandemonium (3:44)
9. Kick You Down - Malice (4:28)
10. Hit the Lights - Metallica (écrit par erreur « Mettallica ») (4:25)

### Seconde édition
(réalisée en 1982, juste avant le Metal Massacre II sorti la même année ci-après)
1. Chains Around Heaven - Black 'N' Blue (3:45)
2. Live for the Whip - Bitch (5:19)
3. Captive of Light - Malice (3:21)
4. Octave (instrumental) - Avatar (3:48)
5. Death of the Sun - Cirith Ungol (3:56)
6. Dead of the Night- Demon Flight (2:35)
7. Fighting Backwards - Pandemonium (3:44)
8. Kick You Down - Malice (4:28)
9. Hit the Lights (version 2) - Metallica (4:12)

Note : la chanson de Black 'n' Blue Chains Around Heaven remplace la chanson de Steeler Cold Day In Hell. La chanson de Ratt Tell the World est omise. La version 2 de la chanson Hit the Lights de Metallica est un réenregistrement avec Dave Mustaine à la guitare solo (à la place de Lloyd Grant).

## Metal Massacre II– 1982
1. Lesson Well Learned - Armored Saint – 2:51
2. Mind Invader - 3rd Stage Alert – 3:51
3. Rivit Head - Surgical Steel – 3:03
4. Shadows of Steel - Obsession – 4:31
5. Scepters of Deceit - Savage Grace – 3:45
6. No Holds Barred - Overkill – 4:12
7. Lucifer's Hammer - Warlord – 3:18
8. Such a Shame - Trauma – 2:53
9. It's Alright - Dietrich – 3:26
10. Inversion - Molten Leather – 4:04
11. Kings - Hyksos – 6:11
12. Heavy Metal Virgin - Aloha – 3:01

## Metal Massacre III– 1983
1. Aggressive Perfector - Slayer – 3:29
2. Riding in Thunder - Bitch – 3:57
3. The Battle of Armageddon - Tyrant – 5:14
4. Piranahs - Medusa – 2:11
5. Bite the Knife - Test Pattern – 5:25
6. Blitzkrieg - Black Widow – 2:56
7. Mrs. Victoria - Warlord – 5:55
8. Let's Go All the Way - Virgin Steele – 3:12
9. Fire and Wind - Sexist – 3:00
10. Hell Bent - Znowhite – 1:49
11. The Kid - Marauder – 3:01
12. Fist and Chain - La Mort – 2:37

## Metal Massacre IV– 1983
1. The Alien - Sacred Blade – 3:39
2. Cross My Way - Death Dealer – 3:40
3. The Last Judgement - Trouble – 5:03
4. Taken by Force - Sceptre – 2:44
5. Speed Zone - Zoetrope – 2:41
6. Forbidden Evil - War Cry – 4:37
7. Screams from the Grave - Abattoir – 3:24
8. I Don't Want to Die - Witchslayer – 4:59
9. Rod of Iron - Lizzy Borden – 4:29
10. Fear No Evil - August Redmoon – 3:52
11. Destructer - Thrust – 4:13
12. Medieval - Medieval – 3:19

## Metal Massacre V– 1984
1. Torture Me - Omen – 3:26
2. Condemned to the Gallows - Voivod – 5:09
3. (Call on The Attacker - Attacker – 3:35
4. Nightmare - Future Tense – 3:50
5. Death Rider - Overkill – 3:52
6. Soldier Boy - Fates Warning – 6:20
7. The Brave - Metal Church – 4:27
8. Destroyer - Lethyl Synn – 3:27
9. The Warrior - Final Warning – 3:49
10. Crucifixion - Hellhammer – 2:50
11. Marching Saphroyites - Mace – 4:07
12. Jesters Of Destiny - End Of Time - 4:25

## Metal Massacre VI– 1985
1. Swing of the Axe - Possessed – 3:50
2. XXX - Nasty Savage – 5:26
3. Executioner - Steel Assassin – 5:02
4. Tear Down the Walls - Mayhem – 5:44
5. Easy Way Out - Hades – 4:46
6. Metal Merchants - Hallow's Eve – 4:27
7. Bombs of Death - Hirax – 2:01
8. Fountain Keeper - Pathfinder – 3:52
9. Welcome to the Slaughterhouse - Dark Angel – 5:22
10. Concrete Cancer - The Obsessed – 3:16
11. En Masse – Stand or Die - Martyr – 5:10

## Metal Massacre VII– 1986
1. Impulse - Heretic – 4:18
2. Sentinel Beast - Sentinel Beast – 5:20
3. I Live, You Die - Flotsam and Jetsam – 6:19
4. Rented Heat - Krank – 4:09
5. Backstabber - Mad Man – 2:53
6. Widow's Walk - Detente – 2:20
7. High 'n' Mighty - Commander – 4:16
8. In the Blood of Virgins - Juggernaut – 4:13
9. Reich of Torture - Cryptic Slaughter – 2:33
10. The Omen - Have Mercy – 4:18
11. The Awakening - Titanic – 4:42
12. Troubled Ways - Lost Horizon

## Metal Massacre VIII– 1987
1. Ignorance - Sacred Reich (3:50)
2. Hellbound - Viking (2:58)
3. Keeper of the Flame - Overlorde (4:07)
4. Violence Is Golden - Fatal Violence (4:58)
5. Spare No Lives - Tactics (2:43)
6. Nothing Left - Sanctum (4:26)
7. Into the Darkness - Gargoyle (3:44)
8. Death Awaits You - Ripper (5:43)
9. Take 'Em Alive - E.S.P. (3:53)
10. Intimate With Evil - Wargod (4:46)
11. Deadly Kiss - L.S.N. (2:58)
12. Bullets - Cobalt Blue (3:34)

## Metal Massacre IX– 1988
1. We Want You - Banshee (3:11)
2. Old World Nights - Oliver Magnum (5:37)
3. Wasteland - Toxik (5:09)
4. Blood Under Heaven -Dissenter (5:16)
5. Needle Damage - Chaos Horde (3:28)
6. Dehumanize - Faith or Fear (4:17)

## Metal Massacre X– 1989
1. Betrayal - Sick Or Sane
2. Solitude - Typhoid Mary
3. Murdercar - Mirage Of Blood
4. Confessor - The Secret
5. Dan Collette - Egyptian Falcon
6. Nihilist - Infected
7. R.O.T. - Visions In Secret
8. Wench - Mercy
9. Slaughter - The Fourth dimension
10. I.D.K. - Stayed Up 4 Daze

## Metal Massacre XI – 1991
1. Shipwrecked with the Wicked - Mystic Force
2. Circle of Fools - Epidemic
3. Dementia by Design - Forte
4. Authority Lies - My Victim
5. Tormented Souls - Havoc Mass
6. The Dream Turns To Dread - Divine Right
7. The Great Escape - Ministers of Anger
8. Resurrected - Dominance
9. Sorcery of the Wicked - Mortal Reign
10. Eternal Call - Nightcrawler
11. Bad Habits - Harum Scarum
12. Consumed by Hate - Chemikill
13. Excuses - Tynator
14. The Monkey Beat-Man - Spudmonsters

## Metal Massacre XII – 1995
1. Paingod - Paingod – 4:02
2. Sweething - Crisis – 3:45
3. Exhume Her - Pist.On 	– 4:14
4. Godlessness - Avernus – 7:37
5. Det Glemte Riket - Ancient 	– 6:56
6. The Allknowing - Level – 	5:12
7. Wolf - Tipper Gore – 3:55
8. Rain Dance - Gunga Din – 	3:52
9. Cry to Heaven - Divine Regale 	– 3:58
10. #3 - Pervis – 3:01
11. Anti [Coat Hanger Mix] - And Christ Wept – 4:03
12. The Wounded - Amboog-A-Lard – 4:52
13. Human Harvest - Eulogy – 	4:57
14. Twodegreesbelow - Overcast 	– 4:48
15. Arizona Life - Big Twin Din – 3:13

## Metal Massacre XIII – 2006
1. Leaving All Behind - Cellador
2. Miasma - The Black Dahlia Murder
3. Shadow of the Reaper - Six Feet Under
4. Swarm - Torture Killer
5. Vagrant Idol - Demiricous
6. Alien Angel - 3
7. The Killchain - Bolt Thrower
8. Dead Before I Stray - Into the Moat
9. Fixation On Plastics - The Red Chord
10. Sterling Black Icon - Fragments of Unbecoming
11. Bleed the Meek - Paths of Possession
12. From Your Grave - The Absence
13. Sigma Enigma - God Dethroned
14. The Pursuit of Vikings - Amon Amarth
15. Kiss Me Now Kill Me Later - Machinemade 	God
16. One with the Ocean - The Ocean Collective
17. His Imperial Victory - And the Hero Fails
18. Cult - Gaza
19. Echo of Cries - End It All